# واکنش فوجیموتو–بلو
واکنش فوجیموتو–بلو (به انگلیسی: Fujimoto–Belleau reaction) یک واکنش شیمیایی است که طی آن کتون‌های حلقوی α-استخلاف‌شده α,β-غیر اشباع از انول لاکتون‌ها تولید می‌شوند. این واکنش به افتخار دو شیمیدان به نام‌های جرج آی. فوجیموتو و برنارد بلو نامگذاری شده‌است.
در ابتدا یک واکنش گرینیارد صورت می‌پذیرد، و پس از آن یک جابجایی H، یک توتومری انول-کتون و یک واکنش افزایش آلدول رخ می‌دهد. آخرین مرحله یک واکنش حذفی (تراکم آلدول) با سازوکار E1CB است.